# Струсів

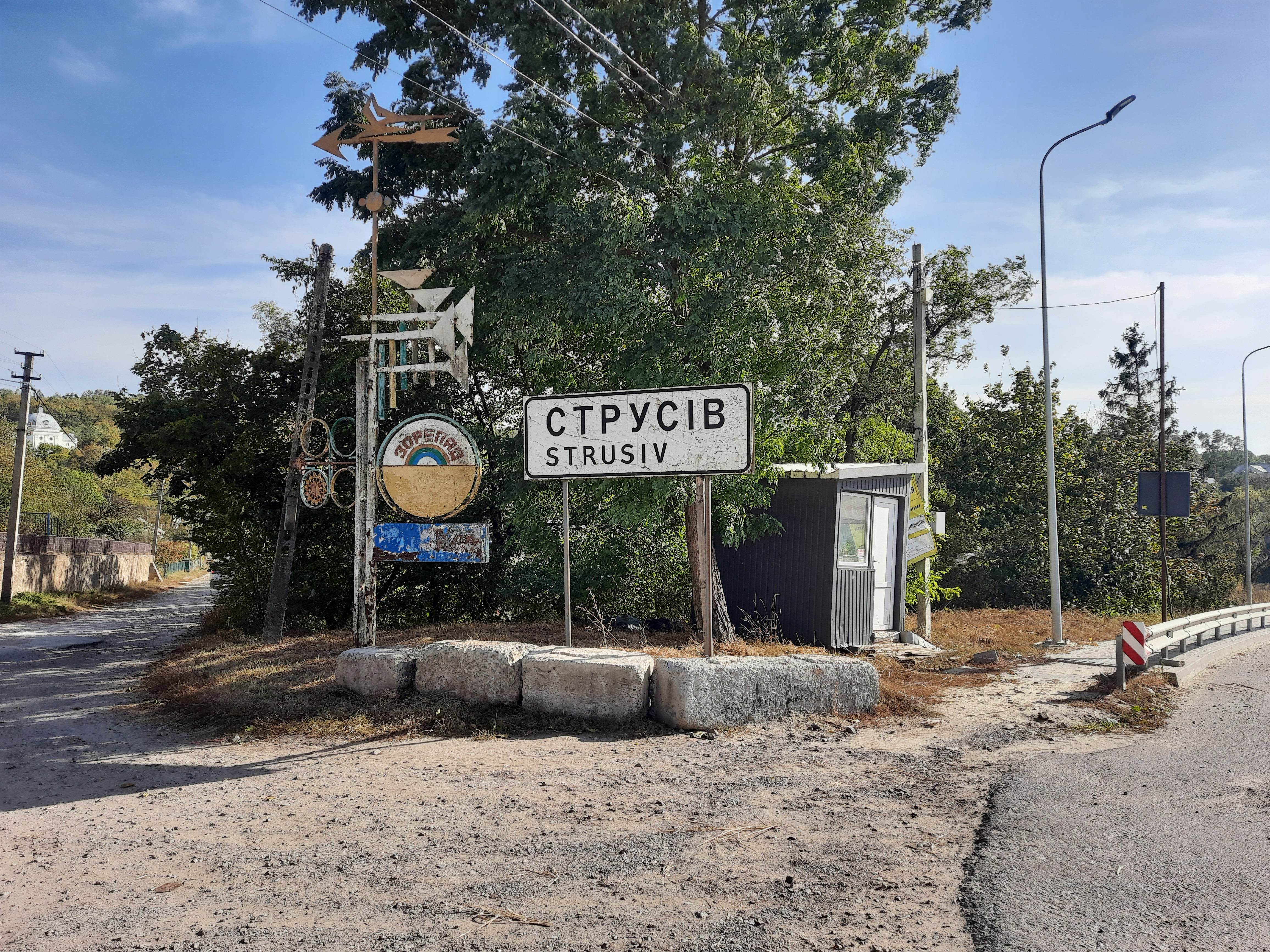
Дорожній знак при в'їзді в село

Стру́сів — село (колишнє містечко) в Україні, у Микулинецькій селищній громаді Тернопільського району Тернопільської області. Адміністративний центр колишньої Струсівської сільської ради.  Населення — 1465 осіб (2007).
Розташоване над річкою Серет на західному Поділлі.
Пам'ятки архітектури: колишній палац графа Ґолуховського у стилі ампір (XVIII ст.) і печерна церква з вівтарем, витесаним у камені, та з коморою, в стінах якої були викуті келії для монахів; поверх тієї церкви у XVIII ст. поставили нову монастирську церкву святого Миколая, у 1880-х перетворену на латинський костел святого Станислава.

## Літопис

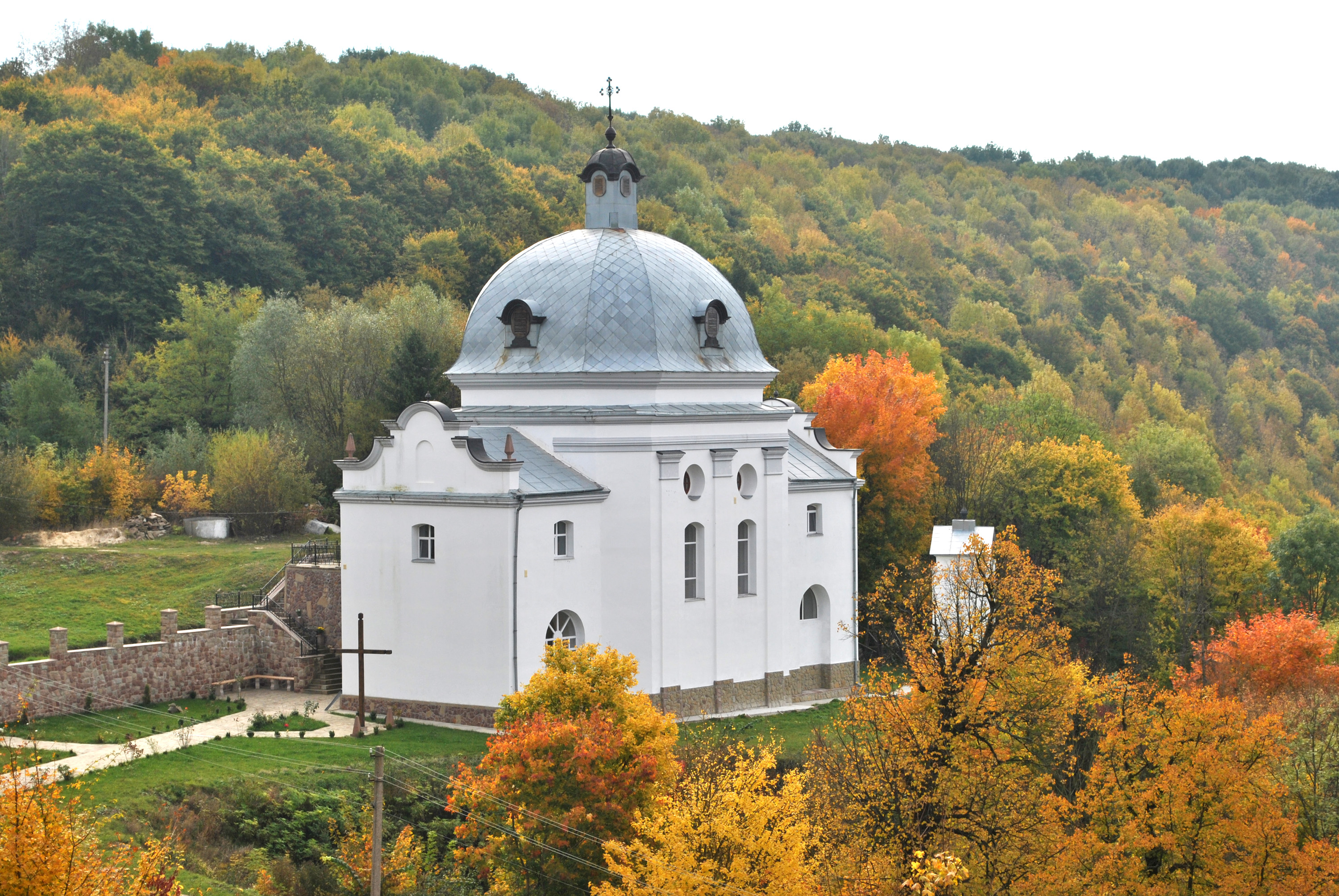
Вигляд на церкву

#### Середньовіччя
Поблизу села виявлено археологічні пам'ятки давньоруської доби.
Перша писемна згадка — 1434 р. як Підбогородиче (Підбугорище, Підбугородичин, Підгородиче, Підгородище). Згадується у тогочасних документах як власність Яна з Ориніна (званий також Януш, брат подільського воєводи Грицька Кердейовича). В 1494 р. Підгородище належало синові Яна з Ориніна Кердея — теребовлянському старості Станіславу Кердею.
Від початку XVI ст. місто отримало назву від прізвища нових власників — Струсів. У цей період над урочищем Чортова Дебра побудовано замок. Напевно, тоді ж місто отримало свою символіку — герб Корчак (родовий герб Струсів).
1610 р. власник містечка Миколай Струсь отримав королівський привілей на дві ярмарки на рік і щовівторка — торги.
1718 р. ремісники Струсова об'єдналися в цехи. У 1747 р. затверджено статут цеху столярів, римарів, колодіїв, бондарів, слюсарів, ковалів, котлярів, гончарів.
У XVIII столітті тодішній власник Струсова воєвода київський Франциск Салезій Потоцький виділив ченцям 60 тисяч злотих на зведення нового храму та келій. У грудні 1772 року було завершено проект нових споруд монастиря та церкви. Нагляд за будівництвом проводив  чернець-архітектор, який спеціально прибув з  Константинополя. Вже 1775 року над давніми печерами було зведено нову барокову церкву, яку теж назвали на честь Св. Миколая. Першим ігуменом монастиря став отець Епіфаній Ляхоцький.

#### Модерна доба
1880 р. в містечку проживало 2683 осіб і було 366 господарств.
1900 р. у Струсові працювали дві приватні лікарі, три акушерки, функціонувала аптека.
1904 року парох містечка (УГКЦ, з кінця 1890-х) о. Теодор Цегельський заснував тут найбільшу в краї кредитово-щадничу кооперативу «Власна поміч», де книговодом, зокрема, працював його син Роман.
1 серпня 1934 року було утворено сільську ґміну Струсів, до якої увійшли давніші навколишні ґміни
До 1939 р. діяли українські товариства «Просвіта», «Луг», «Січ», «Союз українок», «Сільський господар» та інші, «Братство тверезости», кооператива.

#### Жертви Другої світової війни
Населення села зазнало значних втрат під час Другої світової війни, в основному через активні в цьому районі українських повстанців.  
8 липня 1941 року німецьке військо ввійшло до Струсова. Вже 26 липня окупанти розстріляли перших 6 євреїв.
29 серпня 1942 року німецькі війська розстріляли 20 жителів Струсова. Згодом, 5 вересня того ж року ще 30. 
В листопаді 1942 року зі Струсова було перевезено до Теребовлі єврейське населення (1900 р. р. кількість євреїв у містечку становила більше 700 осіб). Частину з них було вивезено до винищувального табору у місті Белжець, а інших залишили у новоствореному Теребовлянському ґетто. У квітні-червні 1943 року ґетто було ліквідовано. 
18 грудня 194 року гестапівці згідно зі списком, складеним поляками, заарештували близько 40 осіб і тримали їх в місцевій школі. Коли дійшли до будинку Василя Кароля, якого занесли в список, як керівника районного осередку ОУН, Кароль почав відстрілюватись, втік і повернувся в містечко зі своєю боївкою, щоб рятувати заарештованих мешканців.
2 січня 1944 великий німецький відділ із залученням танків та автомобілів оточив Струсів, Варваринці, Різдвяни й Бернадівку. Коло 600 чоловіків цих сіл зігнали до читальні, після чого виокремили поляків яких відпустили. — 25 мешканців навколишніх сіл; усього під час окупації загинуло понад 500 мешканців містечка. Там зачитали список із 25 осіб, які були призначені до розстрілу. Шукали також пароха Осипа Панасюка, який незадовго перед тим виїхав із Струсова. Перед самим моментом розстрілу на ринковій площі війт Слободян вигукнув "Хай живе Україна!", інші засуджені відповіли "Слава Україні!". Ще 74 особи відвезли до Тернополя звідки трьох відпустили Решту 71 відправили до концтабору з якого жоден не повернувся. Цього разу так само розстріли та арешти відбувались відповідно до списку складеного польськими сусідами.

#### Радянський період
Січень 1940 — березень 1959 — райцентр Тернопільської области.
16 травня 1950 року через Струсів почало курсувати «вантажне таксі» з Бучача (відправлення о 9°°) до Тернополя (назад о 16°°).

#### Сучасність
12 червня 2020 року, відповідно до розпорядження Кабінету Міністрів України № 724-р «Про визначення адміністративних центрів та затвердження територій територіальних громад Тернопільської області» увійшло до складу  Микулинецької селищної громади.
19 липня 2020 року, в результаті адміністративно-територіальної реформи та ліквідації Теребовлянського району, село увійшло до складу Тернопільського району.

### Мікротопоніми
Поле «Дубовецка», яр «Чорлівська дебра».

## Політика

### Парламентські вибори, 2019
На позачергових парламентських виборах 2019 року у селі функціонувала окрема виборча дільниця № 610873, розташована у приміщенні сільської ради.
Результати
- зареєстровано 1084 виборці, явка 51,29%, найбільше голосів віддано за «Слугу народу» — 33,88%, за «Європейську Солідарність» — 16,03%, за «Голос» — 14,39%.[11] В одномандатному окрузі найбільше голосів отримав Микола Люшняк (самовисування) — 32,34%, за Ігоря Сопеля (Слуга народу) — 24,11%, за Олега Вітвіцького (Голос) — 11,21%[12].

## Населення
Згідно з переписом УРСР 1989 року чисельність наявного населення села становила 1781 особа, з яких 840 чоловіків та 941 жінка.
За переписом населення України 2001 року в селі мешкало 1614 осіб.

### Мова
Розподіл населення за рідною мовою за даними перепису 2001 року:
| Мова       | Відсоток |
| ---------- | -------- |
| українська | 99,33 %  |
| російська  | 0,60 %   |
| польська   | 0,07 %   |

## Родина власників
Миколай Струсь був одружений (близько з 1610 року) з Зофією Ожеховською (Zofia Orzechowska h. Rogala). В них було дві дочки.
- Дочка Струся — Кристина Струсь (Гелена) (пол. Krystyna Strusiówna, *бл.1605-†1647) — у 1638 р. стала дружиною князя Константина Вишневецького (1564-1641)[16]. Крім того, була одружена з Адамом Калиновським та дідичем Берестечка, кальвіністом, поетом Анджеєм Лещинським.
- Донька Зофія стала дружиною шляхтича-аріянина[17] Якуба Сененського.[18]

Інформація про Гелену Калиновську не відповідає історичним фактам і є помилковою. Гелена Струсь не була одружена з Валентієм-Олександром Калиновським. «Дочка Миколи Струся — Гелена Калиновська — була одружена з Валентієм Александром Калиновським. Дочка Валентія Александра Калиновського була дружиною Станіслава „Ревери“ Потоцького».
Насправді Струсів перейшов до Адама Калиновського. Був одружений з родичкою Зофією Кристиною Струсь (рідна тітка). Маючи її взаємність, не отримав дозволу Миколая Струся. Це спричинило скандал — він викрав її із прислугою (пол. wyprawą) із замку в Галичі та взяв шлюб. Дітей не мали. Вдова повторно одружилася, з руським воєводою князем Костянтином Вишневецьким.
Струсів перейшов до гетьманської гілки роду Потоцьких — гербу Срібна Пилява. Правнук «Ревери» — Станіслав «Щенсний» Потоцький — продав 1780 р. Струсів Лянцкорунським. Бездітні Лянцкоронські записали Струсів разом з кількома фільварками та степом «Панталихою» Влодзімежу Баворовському (1825—1917). Наприкінці XIX ст. В. Баворовський продав Струсів своєму родичу — Юзефові Ґолуховському (1861—1917, син графа, намісника Галичини Аґенора Ромуальда Голуховського). 17 березня 1771 р. містечко одержало повторний привілей на маґдебурзьке право.

## Поширені прізвища
Кароль, Заяць, Бартницький, Гадзінський, Гірняк, Дерень, Іванчук, Левандовський, Раба, Ситник, Станимир, Холодницький, Янковський.

## Пам'ятки

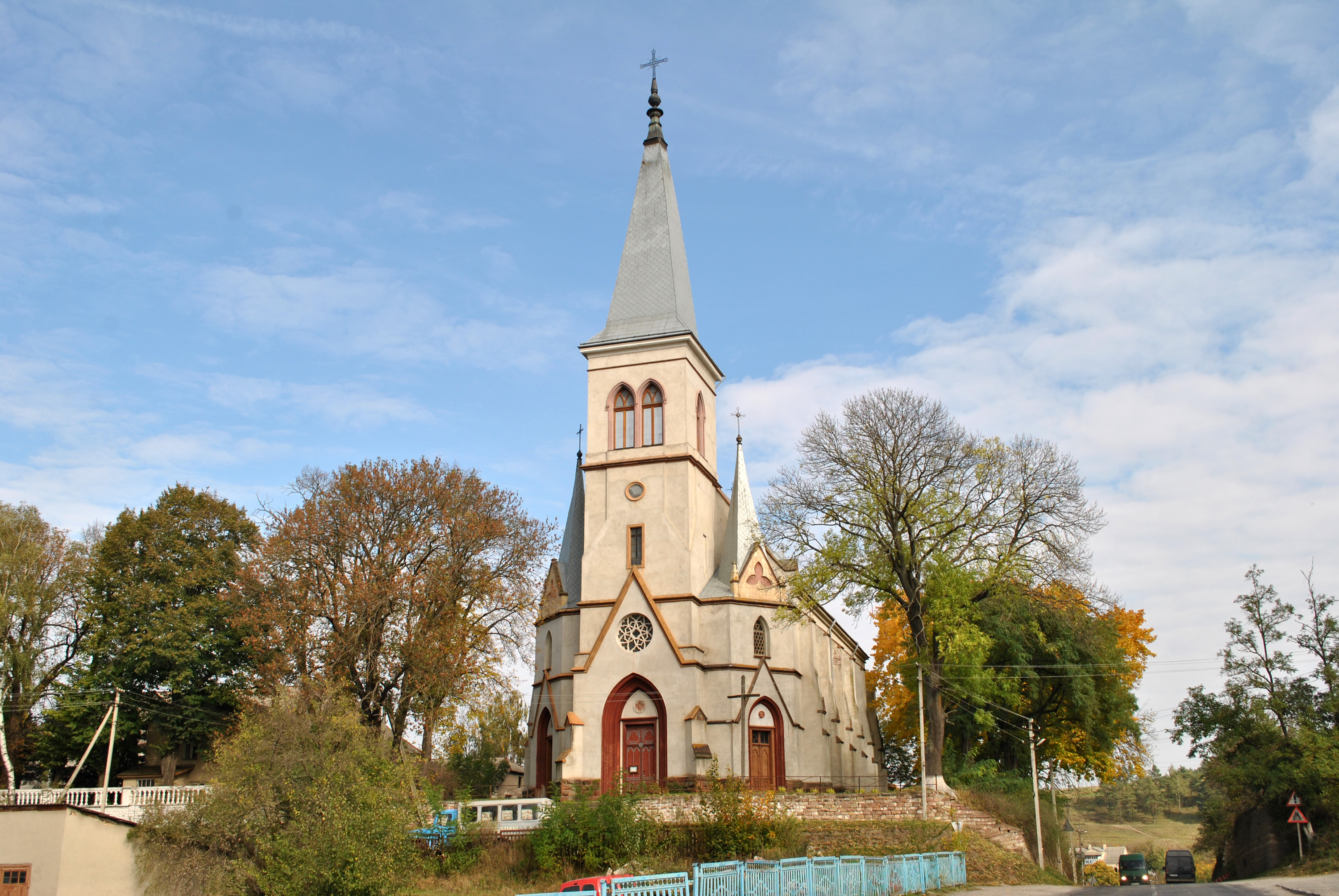
Костел святого Антонія, 1903

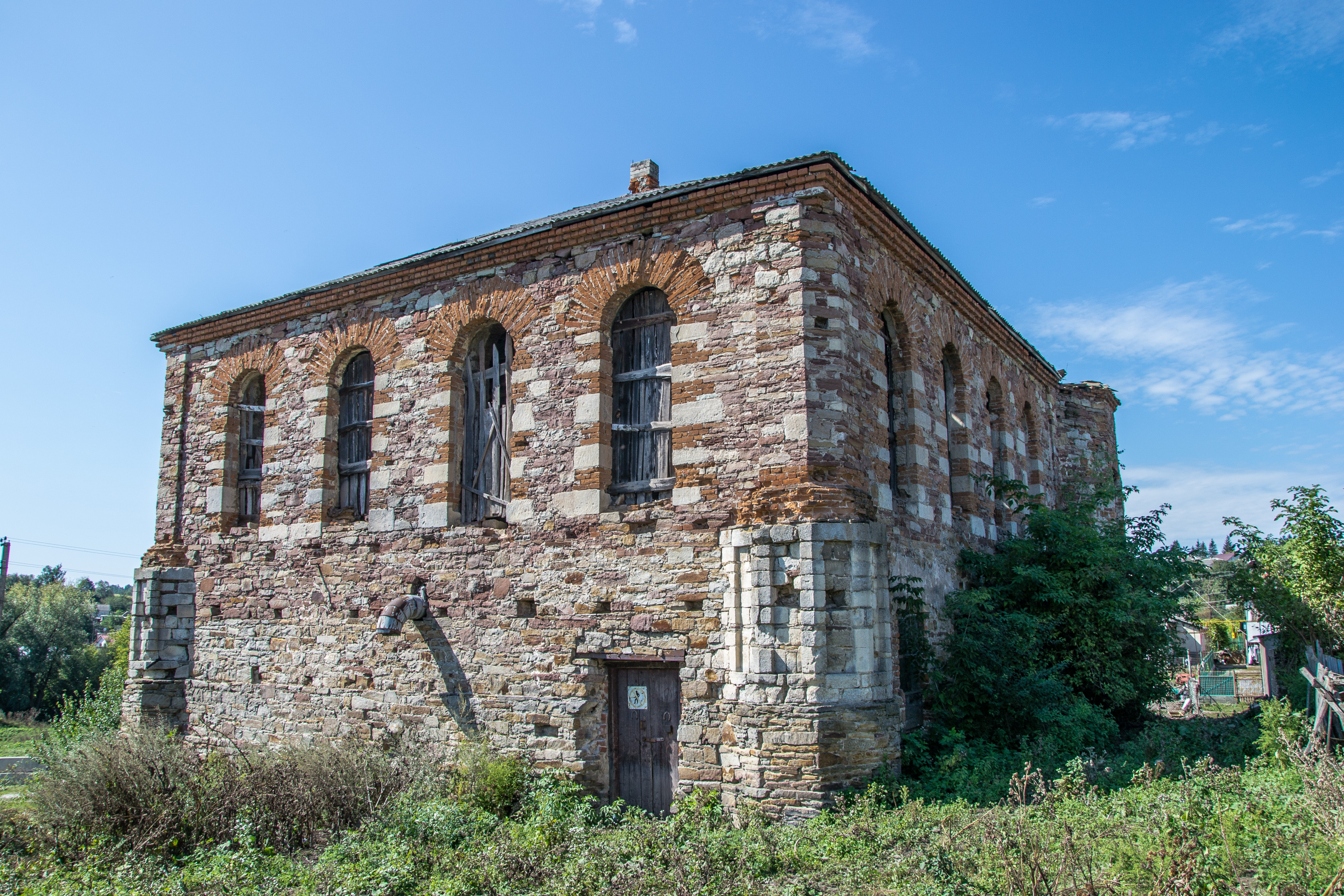
Синагога. Пам'ятка архітектури місцевого значення (XIX ст.). Реєстр. номер: 1916

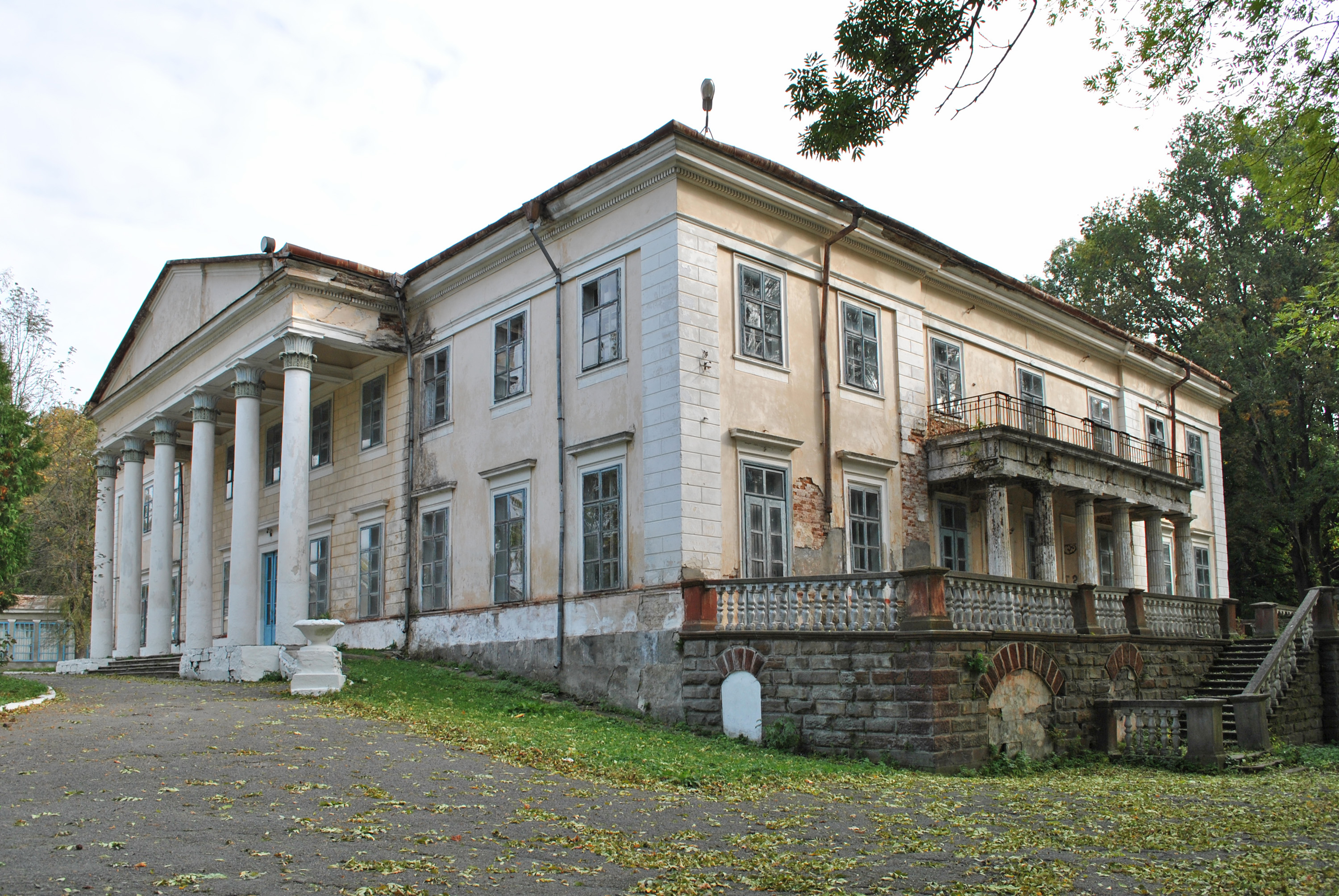
Палац Потоцького

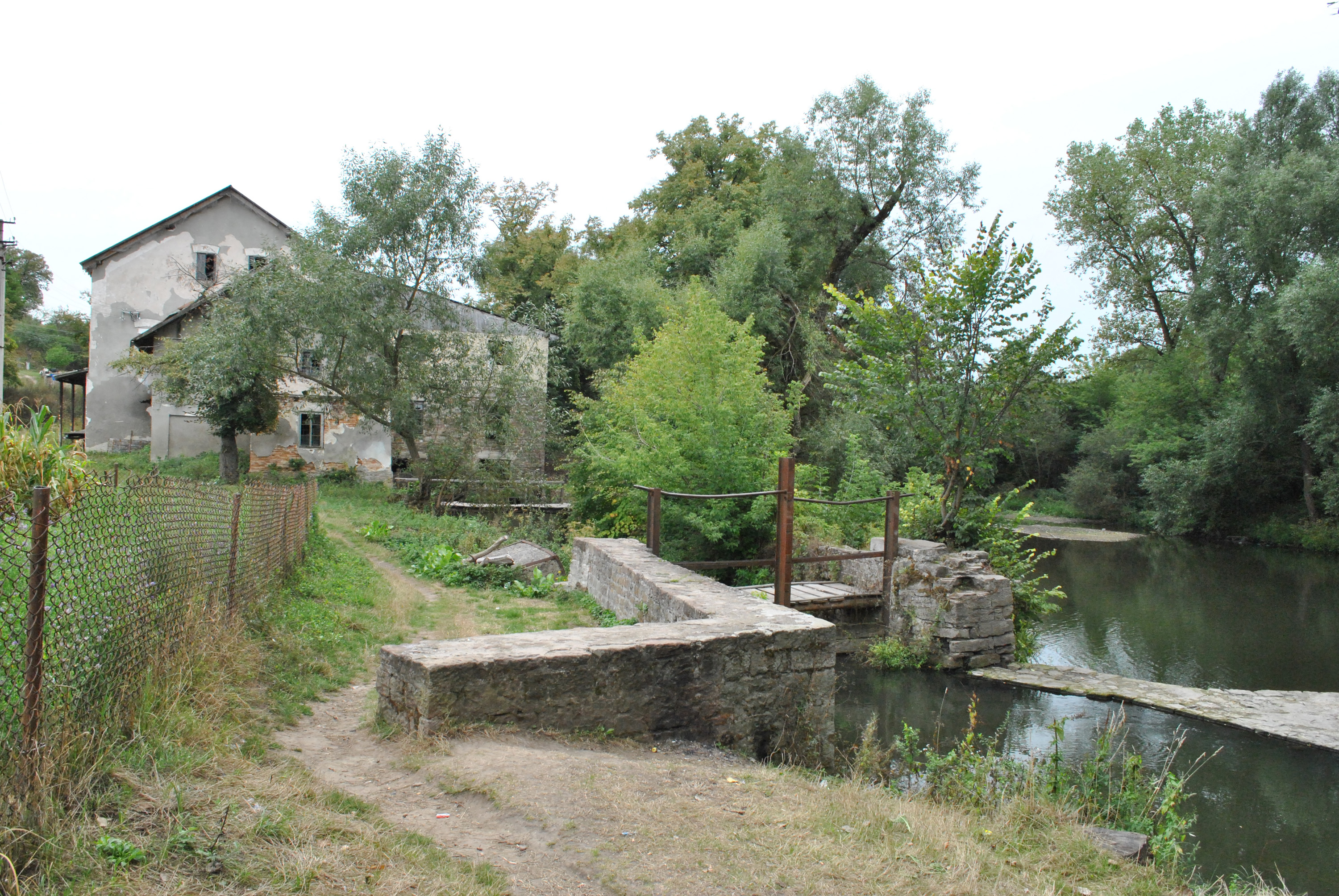
Млин, 1911

Збереглися старий парк із палацом XVIII ст., садиби-будинки Гірняків і Ситників-Сліпих (XIX ст.), млин (1911 р.).

### Архітектури
- Церква св. Миколая монастиря оо. Василіян (1770 р.), фундатор Франц Салезій Потоцький[21]
- Церква святителя Миколая Чудотворця (1923, ПЦУ)
- Костел святого Антонія і Матері Божої Святого Розарію (1903)
- Греко-католицька церква Св. Миколая (1930)
- Монастир
- Синагога (XIX ст.)
- «Келія» язичників (IX ст.).

### Природи
Ботанічні пам'ятки природи місцевого значення Сосна австрійська та Теребовлянська бучина №1.

### Пам'ятники
- Тарасові Шевченку (1993 р.)
- насипано символічні могили УСС (1991 р.) та воякам УПА.
- 23 серпня 2009 року урочисто відкрито пам'ятник Степанові Бандері[22].
- меморіальна таблиця родин Гірняків — Ситників — Сліпих, Теодору Цегельському, на пам'ять про трагедію 2 січня 1944 р.
- «фігура» святого Антонія.

## Некрополі
- Християнське кладовище; на ньому, зокрема, похований поет Степан Будний, на його могилі споруджено пам'ятник-надгробок (1961 р., скульптор Володимир  Бець). Також споруджено пам'ятник на братській могилі воїнів ЧА (1954 р.: земляний насип, у центрі якого дві вертикальні плити, розміщені поруч)[23]
- Єврейське кладовище, розташоване навпроти християнського, поблизу автодороги Н-18, що їх розділяє.

## Соціальна сфера
Працюють ЗОШ I—III ступенів, де від 1991 р. діє літературно-меморіальний музей С. Будного, Обласний мистецький ліцей, дитячий табір «Зорепад», Будинок культури, бібліотека, краєзнавчий музей Струсівської закутини, засл. самодіял. капела бандуристів «Кобзар» та її музей, ТзОВ «Струсів-Авто 1962».

## Відомі люди
- Учасник УПА- Петро Гасій, псевдо «Крук». Брав участь в УПА Тернопільщини. Полк Лисоня. Мав нагороди, відзнаки. Загинув з двома товаришами при переході через границю, 7 травня 1946 . Рідна сестра в м. Тернопіль.

### Народилися
- Степан Будний - український поет
- брати Гірняки:
  - громадський діяч Володимир Гірняк[24]
  - актор, режисер, педагог Йосип Гірняк[25]
  - український військовий і освітній діяч, майор УСС Никифор Гірняк
  - теоретик хімії, фізики, публіцист, громадський діяч Юліан Гірняк[26]
  - Юстин Гірняк
- літературознавиця Марія Деркач,
- інженер, громадський діяч Хризант-Любомир Дмитрук[27]
- діячі ОУН і УПА Н. Заяць та С. Кароль
- скульптор-аматор Людвіґ Земський[28]
- художник Чеслав Жепінський
- Адріан  Іванчук - український поет
- лікар-терапевт Кароль Степан Йосипович (1928—1997), протягом 30 років очолював терапевтичну службу Збаразького району
- священик, теолог, новомученик УГКЦ Микола Конрад
- Мурза Петро Дмитрович — український військовик, учасник російсько-української війни[29].
- Скакун Леонід Зіновійович - мінералог, доцент кафедри мінералогії геологічного факультету Львівського національного університету ім. І. Франка.
- перекладачка Ольга Ситник-Сліпа[30][31]
- краєзнавиця Ольга Сліпа[32]
- сини о. Теодора Цегельського
  - педагог Лев Цегельський.
  - кооперативний та громадський діяч Цегельський Роман
  - блаженний священномученик католицької церкви Микола Цегельський
- театральний діяч, дириґент, музикант Євген Цисик (1897–1956),
- Ящук Валерій Миколайович (* 1948) — доктор фізико-математичних наук, професор, завідувач кафедри експериментальної фізики.

### Проживали
- бандуристка, педагогиня Ганна Білогуб-Вернигір.
- Северина Париллє, ЧСВВ, проживала у родині Йосифа Сліпого.[33]
- Людмила Курило (до шлюбу Якубівська) — доктор економічних наук, професор, академік Академії наук вищої освіти України, Кавалер ордена княгині Ольги III ступеня[34].
- Пухальський Іларіон Юрійович (1929 — 1991) — український бандурист, заслужений працівник культури України, керівник Струсівської капели бандуристів.[35]

### Працювали
- Михайло Кульчицький (нар. 2 лютого 1949, с. Стара Брикуля, Теребовлянський район, Тернопільська область) — український художник, педагог, майстер декоративно-ужиткового і сакрального мистецтва. Заслужений майстер народної творчості (2016)[36][37].
- вчений в галузі мовознавства, педагог, громадський діяч Володимир Мельничайко[38]
- педагог, науковець Олександра Мельничайко.[39]

### Дідичі
- Миколай Струсь
- Франц Салезій Потоцький — фундатор василіянського монастиря в містечку